# ホットミルク (松室政哉の曲)
「ホットミルク」は、松室政哉の5作目のデジタルシングル。

## 解説
- 4thデジタルシングル「ゆけ。」から約1年4ヶ月ぶりのリリース。
- コラボリリース第1弾。

## 収録曲
1. ホットミルク
  - 作詞：松室政哉、井上苑子／作曲・編曲：松室政哉

## 演奏
- 松室政哉
  - Vocal, Chorus, Synthesizer, Other Instruments
- 井上苑子
  - Vocal, Chorus
- 坂本暁良
  - Drums
- 佐藤慎之介 (ZION)
  - Bass
- 外園一馬
  - Acoustic Guitar, Electric Guitar